# Sidaozhangfang
Sidaozhangfang (kinesiska: 四道杖房, 四道杖房乡) är en socken i Kina. Den ligger i den autonoma regionen Inre Mongoliet, i den norra delen av landet, omkring 650 kilometer nordost om regionhuvudstaden Hohhot.
Genomsnittlig årsnederbörd är 681 millimeter. Den regnigaste månaden är juni, med i genomsnitt 139 mm nederbörd, och den torraste är december, med 4 mm nederbörd.